# Безбожниця (фільм, 2016)
«Безбожниця» (болг. «Безбог») — болгарський драматичний фільм, знятий Раліцою Петровою. Світова прем'єра стрічки відбулась 11 серпня 2016 року на Локарнському міжнародному кінофестивалі. Фільм розповідає про доглядальницю Гану, яка дбає про людей, хворих на деменцію.

## У ролях
- Ірена Іванова — Гана
- Венцислав Константинов — Алеко
- Іван Налбантов — Йоан
- Дімітар Петков — суддя
- Олександр Тріффонов — Павло

## Визнання
| Нагороди та номінації фільму «Безбожниця» | Нагороди та номінації фільму «Безбожниця» | Нагороди та номінації фільму «Безбожниця»  | Нагороди та номінації фільму «Безбожниця» | Нагороди та номінації фільму «Безбожниця» | Нагороди та номінації фільму «Безбожниця» |
| Рік                                       | Кінопремія / Кінофестиваль                | Категорія / Нагорода                       | Номінант                                  | Результат                                 |                                           |
| ----------------------------------------- | ----------------------------------------- | ------------------------------------------ | ----------------------------------------- | ----------------------------------------- | ----------------------------------------- |
| 2016                                      | Локарнський міжнародний кінофестиваль     | «Золотий леопард» за найкращий фільм       | «Безбожниця»                              | Перемога                                  |                                           |
| 2016                                      | Локарнський міжнародний кінофестиваль     | Приз екуменічного журі                     | «Безбожниця»                              | Перемога                                  |                                           |
| 2016                                      | Локарнський міжнародний кінофестиваль     | Найкраща акторка                           | Ірена Іванова                             | Перемога                                  |                                           |
| 2016                                      | Сараєвський міжнародний кінофестиваль     | «Серце Сараєва» за найкращий фільм         | «Безбожниця»                              | Номінація                                 |                                           |
| 2017                                      | Премія Європейської кіноакадемії          | Європейське відкриття року — Приз ФІПРЕССІ | «Безбожниця»                              | Номінація                                 |                                           |